# 侯承誥
侯承誥（？年—？年），四川省順慶府營山縣人，嘉慶十五年庚午科四川鄉試舉人，嘉慶二十五年庚辰科進士、禮部主事、浙江海鹽縣知縣、會稽縣知縣、湖州府烏鎮同知、誥授奉政大夫。